# Rossinière
Rossinière je obec na jihozápadě Švýcarska, v okrese Riviera-Pays-d’Enhaut v kantonu Vaud. Žije zde 546 obyvatel.

## Geografie
Obec se skládá z hlavní vesnice Rossinière a vesnic La Chaudanne a La Tine. Cestující z regionu Gruyère překračují hranici kantonu v soutěsce Défilé de La Tine a v La Tine vstupují na území Vaudois Pays-d’Enhaut.
Samotná lesní oblast má rozlohu 860 hektarů, z nichž 642 patří obci. Nejvyšším bodem obce je Pointe de Cray ve výšce 2070 m n. m. Nejvýraznější horou je však Dent de Corjon ve výšce 1967 m n. m., která je často využívána jako kulisa při fotografování obce.
Od výstavby druhé přehrady na zadržení vody v Sáně u fribourských elektráren má obec také malé jezero Lac du Vernex.
Obec sousedí na východě s obcí Château-d’Oex a na jihu s obcemi Villeneuve a Veytaux. Na západě a severu leží kanton Fribourg.

## Historie

Letecký pohled (1964)

První zmínka o osadě Ransonery, z níž se později stala obec Rossinière, pochází již z roku 780. Obec byla původně součástí hrabství Gruyères, které se stalo součástí městského státu Bern, a v roce 1803 se stala součástí kantonu Vaud. Navzdory mnoha přírodním katastrofám a požárům se některé staré budovy zachovaly. Kostel pochází ze 17. století. Nachází se zde také hodinová věž (Tour de l’Horloge) a radnice (Hôtel de Ville). V místní části Frasse se dosud nacházejí typické domy, včetně památkově chráněného domu Chalet de La Place z roku 1664, který svědčí o vkusu tehdejší šlechty. Grand Chalet je jedním z největších historických dřevěných domů ve Švýcarsku a Evropě. Má bohatě zdobenou fasádu a 113 oken; za prohlídku stojí i interiér. Grand Chalet byl postaven v roce 1754 tesařským mistrem Josephem Geneynem pro Jeana-Davida Henchoza. Později se z ní stal hotel, v němž pobýval mimo jiné Victor Hugo. Rodina hoteliérů Devenishů věděla, jak přilákat turisty z celého světa, zejména z Anglie. V roce 1976 jej koupil malíř Balthasar Klossowski von Rola (známý jako Balthus), který zde žil se svou ženou hraběnkou Setsuko až do své smrti v únoru 2001.
Od roku 2012 je obec součástí přírodního parku Gruyère Pays-d’Enhaut.

## Obyvatelstvo

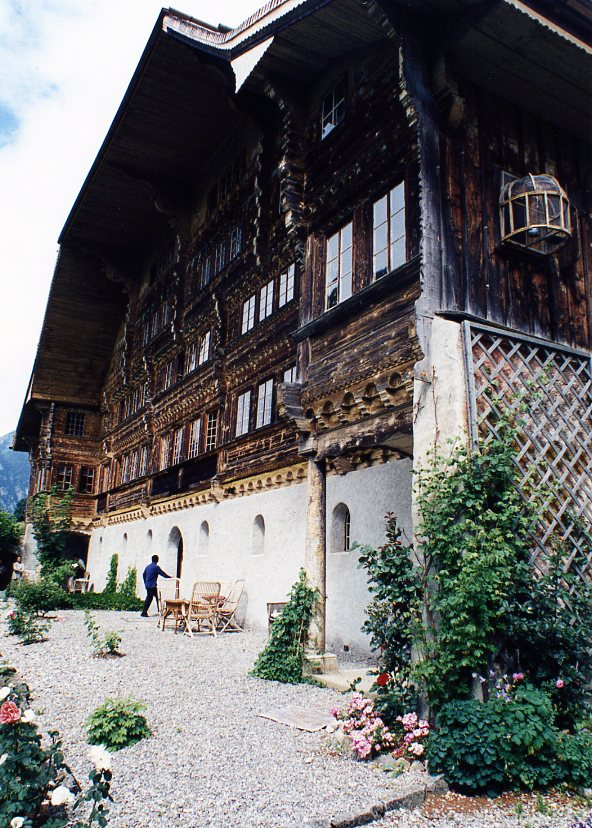
Grand Chalet

| Vývoj počtu obyvatel | Vývoj počtu obyvatel | Vývoj počtu obyvatel | Vývoj počtu obyvatel | Vývoj počtu obyvatel | Vývoj počtu obyvatel | Vývoj počtu obyvatel | Vývoj počtu obyvatel |
| -------------------- | -------------------- | -------------------- | -------------------- | -------------------- | -------------------- | -------------------- | -------------------- |
| Rok                  | 1584                 | 1766                 | 1850                 | 1900                 | 1950                 | 2000                 |                      |
| Počet obyvatel       | 800                  | 622                  | 636                  | 772                  | 584                  | 507                  |                      |

## Hospodářství
Zemědělství a lesnictví jsou od nepaměti hlavními pilíři hospodářství obce, zatímco průmysl zde zcela chybí. Ještě na počátku 20. století bylo lesnictví hlavním zdrojem příjmů obce. Vynášelo tolik, že občané Rossinière nemuseli platit daně. Ke konci 20. století vše změnil vývoj na trhu; nízké ceny dřeva donutily majitele minimalizovat pěstební činnost. Zůstalo pouze 14 farem.

## Doprava

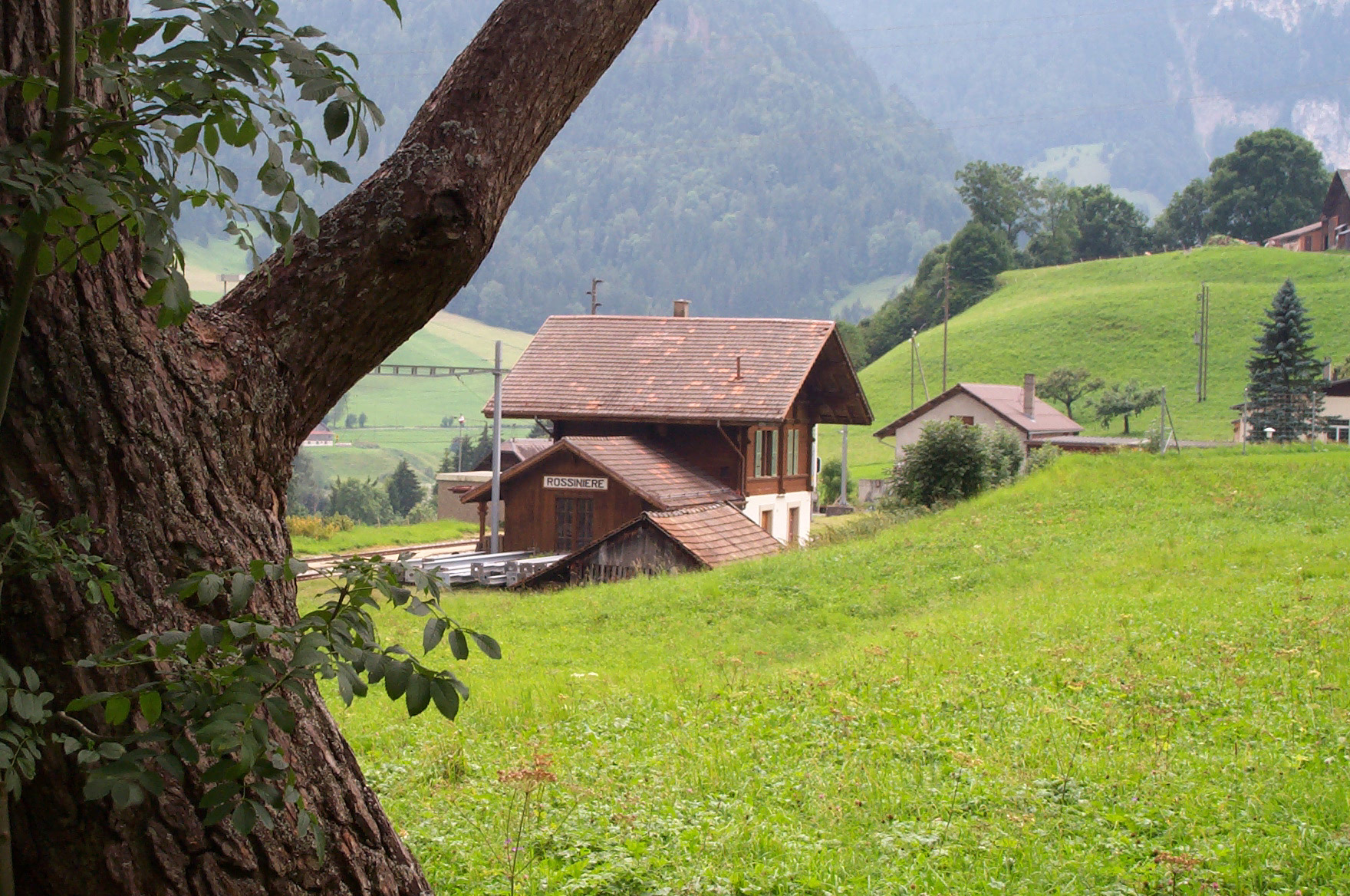
Železniční stanice Rossinière

Přes Rossinière prochází železniční trať společnosti Montreux-Berner Oberland-Bahn (MOB) mezi Montreux, Château-d’Oex a Gstaadem. Silniční spojení vede do Bulle, Vevey, Lausanne a přes průsmyk Col des Mosses do Aigle.

## Zajímavost
V roce 1983 byl uveden japonský anime seriál Děti z horské farmy, který se odehrává v Rossinière. Jako předloha pro anime seriál posloužila dětská kniha Stopy ve sněhu od autorky Patricie St. John. Seriál obsahuje celkem 48 dílů. V roce 1980 byl do kin uveden také anglický film režiséra Mikea Pritcharda Poklady na sněhu, v němž si zahrály děti z Rossinière a který byl natočen podle stejnojmenné knihy.

## Osobnosti
- Balthus (1908–2001), francouzský malíř